# Eustala rosae
Eustala rosae är en spindelart som beskrevs av Chamberlin och Ivie 1935. Eustala rosae ingår i släktet Eustala och familjen hjulspindlar. Inga underarter finns listade i Catalogue of Life.